# Monthault
Monthault is een gemeente in het Franse departement Ille-et-Vilaine (regio Bretagne) en telt 249 inwoners (2004). De plaats maakt deel uit van het arrondissement Fougères-Vitré.

## Geografie
De oppervlakte van Monthault bedraagt 8,1 km², de bevolkingsdichtheid is 30,7 inwoners per km².
De onderstaande kaart toont de ligging van Monthault met de belangrijkste infrastructuur en aangrenzende gemeenten.

## Demografie
Onderstaande figuur toont het verloop van het inwonertal (bron: INSEE-tellingen).

1. ↑  Populations de référence 2022.